# Passage du Rhin (406)

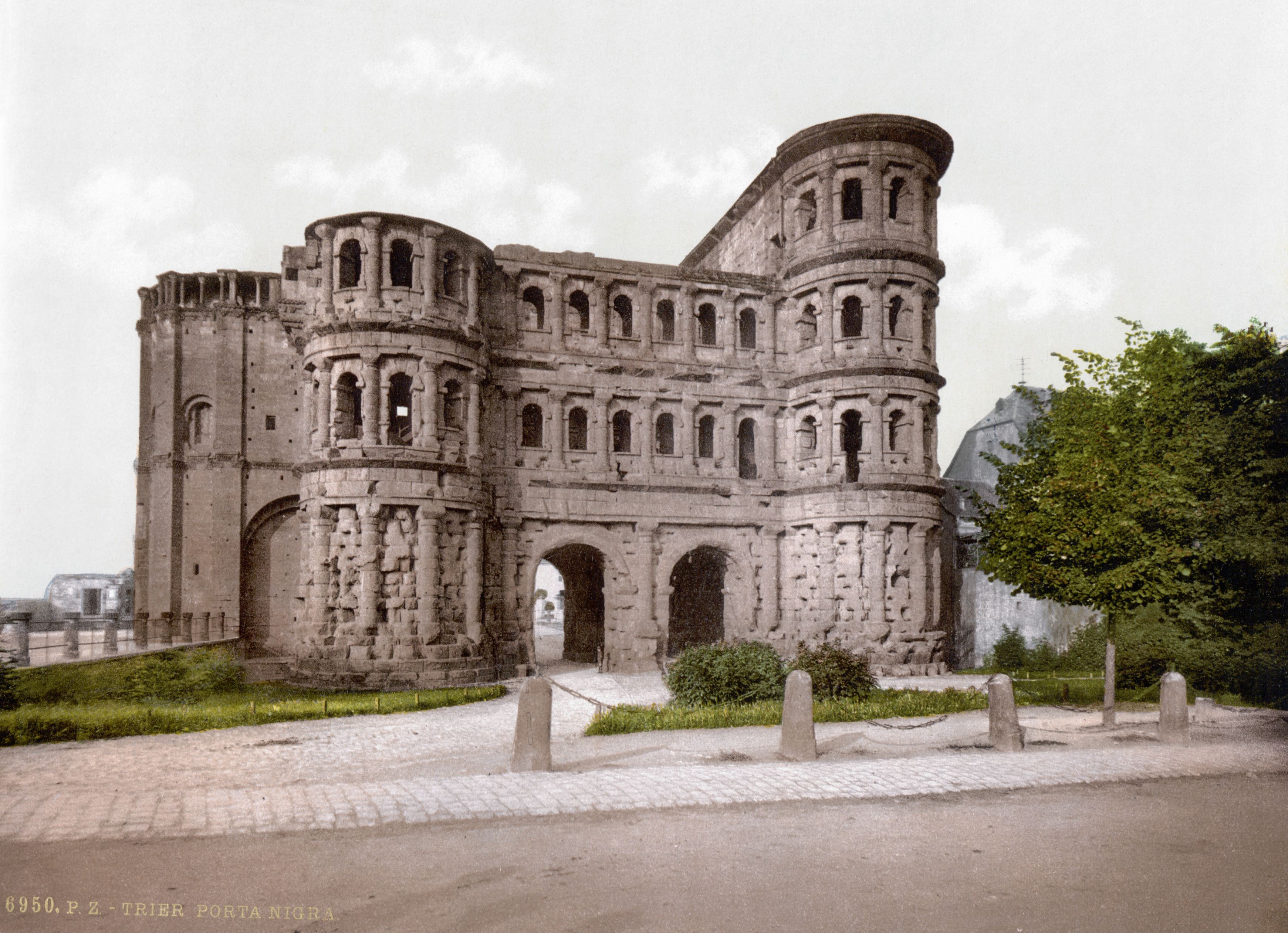
Porta Nigra à Trèves en 1900

Le passage du Rhin de l'an 406 est la traversée du fleuve, à partir du 31 décembre 406, par divers peuples barbares, notamment les Vandales (Hasdings et Sillings), les Suèves et les Alains, et leur entrée dans l'Empire romain.

## Contexte
En 406, l’Empire est déjà entré dans une phase de déclin. À partir de 395, il est partagé entre les deux fils de l'empereur Théodose Ier, Honorius et Arcadius, dont la tutelle, à cause de leur jeune âge, est confiée à Stilicon. Celui-ci s’efforce de maintenir l'ordre. Pour faire face à la menace barbare en Italie, il avait notamment dégarni les frontières du Rhin.
Cependant, dès 406, le Goth Radagaise envahit l'Italie avec une armée importante et n’avait été arrêté que par des auxiliaires huns, tandis que des usurpateurs apparaissaient en Bretagne (Marcus, Gratien, Constantin). Ces usurpations sont d’ailleurs très certainement en lien avec l’entrée des barbares dans l’Empire, les soldats de Bretagne cherchant à s’opposer à l’invasion : en 407, Constantin III passa ainsi avec son armée en Gaule.

## La traversée
Les tribus, près de 30 000 hommes, qui franchissent le Rhin sont mentionnées par Jérôme de Stridon, et on suppose que la traversée eut lieu à Mogontiacum (Mayence), ou entre Mogontiacum et Augusta Vangionum (Worms), qui sont les premières villes attaquées. Il est peu probable que le Rhin fût alors gelé. Peut-être y avait-il encore un pont à Mogontiacum. Il est en tout cas certain que la traversée ne fit que commencer le 31 décembre (date donnée par Prosper d'Aquitaine), et que les groupes mirent plusieurs jours ou semaines à tous traverser.
Le peu de troupes romaines sur place ne put s’opposer efficacement aux envahisseurs. Il ne semble toutefois pas que la frontière ne se fût entièrement effondrée, car le ducatus de Mogontiacum fut par la suite rétabli.

## Les conséquences
Les Barbares se dirigent d’abord vers le nord-ouest puis vers le sud (mais leur trajet n’est pas certain car nos informations viennent de Jérôme, qui est alors à Bethléem). Les Burgondes et certains clans alains s’établissent en Gaule (d'autres iront en Hispanie) et devinrent des « faiseurs d’empereurs » : le gallo-romain Jovin est plus tard élevé à la pourpre.
Les Vandales poursuivront finalement leur route jusqu’en Afrique, qu’ils conquièrent avec leur roi Genséric entre 429 et 439, tandis que les Suèves s’installent en 411 dans le nord-ouest de la péninsule Ibérique. Les Burgondes stabilisés sur le Rhin jusqu'en 436, sont installés en Savoie vers 443 par le général Ætius. Les Wisigoths entrés dans l'Empire en 376 sont installés en Aquitaine, après avoir lutté en Espagne contre les Suèves, les Vandales et les Alains au service des Romains. Ils rompront leur traité avec Rome en 466 et agrandiront leur territoire.
L’entrée des barbares dans l’Empire est considérée comme une date de rupture, et l’historien Olympiodore de Thèbes commence son Histoire à cette date. L'événement est considéré comme une contribution importante à la fin de l'Empire romain d'Occident.